# Edmund Spenser
Edmund Spenser (London, 1552 körül – London, 1599. január 13.) angol költő, ellentmondásos figura, aki az ír kultúra lelkes megsemmisítője és Írország gyarmatosításának szorgalmazója volt, ugyanakkor a korai modern angol költészet egyik legnagyobb alkotója. Spenser legismertebb műve A tündérkirálynő (The Faerie Queene), egy epikus mű, amely egy fantasztikus allegória segítségével ünnepli a Tudor dinasztiát és I. Erzsébet angol királynőt.

## Élete
Edmund Spenser 1552-ben született, Londonban nevelkedett. Az 1570-es években Írországba került Arthur Grey szolgálatába, hogy egy helyi lázadást leverjenek. A sikeres csatározások után County Corkban földet kapott, melyet később mégis elkoboztak tőle. Ismeretségi körébe tartozott ekkor Walter Raleigh, aki szintén a gyarmatosítás pártján állt.
Spenser a költészet révén kívánt bejutni a királyi udvarba, amelyet Raleigh oldalán meg is látogatott, hogy elvigye híres költeményét, A tündérkirálynőt. Szerencsétlenségére azonban összekülönbözött a királynő egyik tanácsadójával (Lord Burghleyvel), így elismerés gyanánt csak évjáradékban részesült, amelynek összege (50 font) azonban jelentősnek tekinthető. 1590-es években Spenser írt egy heves röpiratot (A View of the Present State of Ireland), melyet azonban a 17. század közepéig nem lehetett kiadni vérlázító tartalma miatt.
1598-ban, az ír kilencéves háború (1594–1603) során ír felkelők elrabolták Spensert írországi otthonából, melyet felgyújtottak. A hóviharban állítólag meghalt Spenser egyik gyermeke (egy helyi legenda szerint még a felesége is). Spenserről napjainkig is sok legenda kering Írországban.
1599-ben, negyvenhat évesen halt meg Londonban.
Spenser költészetéért rajongott többek között William Wordsworth, John Keats, George Byron és Alfred Tennyson. Költészetének nyelvezete szándékosan archaikus, korábbi olyan művekre emlékeztet, mint Geoffrey Chaucer Canterbury mesék című műve.

## A Spenser-stanza és -szonett felépítése
Spenser egyedi versformát használt, amelyet később róla neveztek el Spenser stanzának (Spenserian stanza). Stanzáit jambikus pentaméterben írta. Rímképlete a b a b b c b c c [c]. Az utolsó verssor hat verslábból áll (hexameter), melyet alexandrinnak is nevezünk.
Spenser szonettje Petrarcai és Shakespeare-i elemeket ötvözött. Egyfelől, hasonlít Shakespeare szonnetteihez, mert felépítése a 3 négysoros (quatrain) és egy 2 soros (couplet) egység rendszerben történik, ugyanakkor mivel a végkifejlet az érvelésből következik, inkább Petrarca szonettjeire emlékeztet.

## Művei
- A pásztorok naptára (The Shepheardes Calender) (1579)
- A tündérkirálynő (The Faerie Queene) (1590, 1596, 1609)
- Panaszok (Complaints) (1591)
  - Az idő romjai (The Ruines of Time)
  - Múzsák könnyei (The Teares of the Muses)
  - Vergilius szúnyogja (Virgil's Gnat)
  - Prosopopoia, avagy Hubberds anya meséje (Prosopopoia, or Mother Hubberds Tale)
  - Róma romjai (Ruines of Rome): írta Joachim du Bellay
  - Muiopotmos, avagy a pillangó sorsa (Muiopotmos, or the Fate of the Butterflie)
  - A világok hiúságának képei (Visions of the worlds vanitie)
  - Bellay víziói (The Visions of Bellay)
  - Petrarca víziói (The Visions of Petrarch)
- Daphnaïda (1594)
- Colin Clouts Come home againe (1595)
- Astrophel (1595)
- Amoretti (1595)
- Epithalamion (1595)
- Négy himnusz (Four Hymns) (1596)
- Prothalamion (1596)
- Írország jelenlegi helyzetéről (A View of the Present State of Ireland) (c. 1598)

## Magyarul
- Királyi szépség, mennynél fényesebb; ford. Bárány Ferenc et al., utószó Geher István; Magyar Helikon, Bp., 1978